# Ntem (département)
Le département du Ntem est l'une des cinq subdivisions de la province du Woleu-Ntem, dans le nord du Gabon. Il tire son nom du fleuve Ntem, qui le longe au nord et sert de frontière avec le Cameroun. Ce département a aussi une frontière avec la Guinée équatoriale à l'ouest.
Son chef-lieu est Bitam, sa principale agglomération.

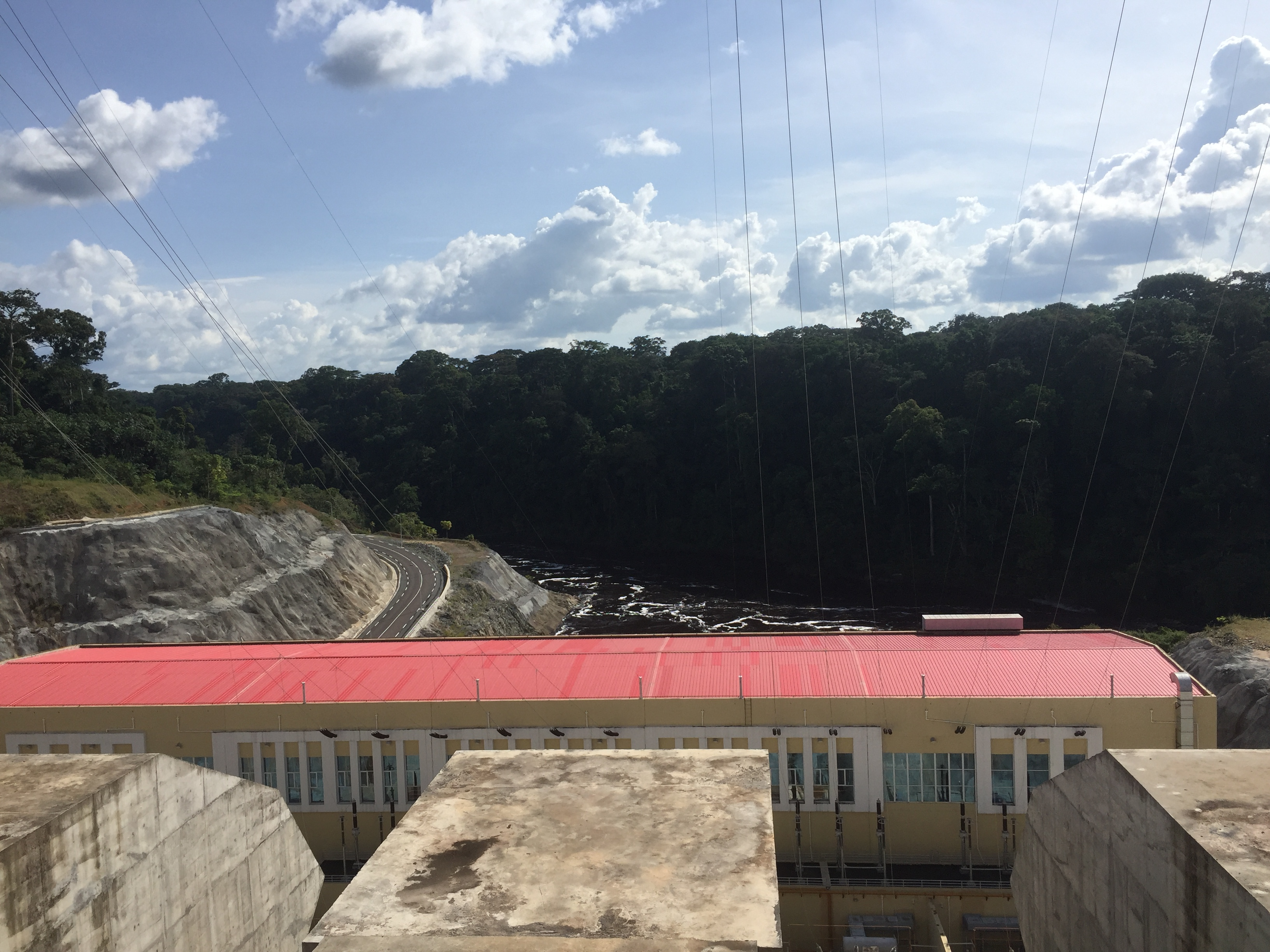
Barrage sur le fleuve Ntem